# Wawrzyniec Rostworowski
Wawrzyniec Rostworowski herbu Nałęcz (zm. w 1661 roku) – chorąży kaliski w latach 1642–1648, podstoli poznański w 1641 roku.
Elektor Władysława IV Wazy z województwa poznańskiego.
Wykształcenie uzyskał studiując na Uniwersytecie Padewskim, gdzie w 1635 r. został wybrany na konsyliarza nacji polskiej.  
W 1641 roku poślubił Annę Leśniowolską i osiadł w Leśnowoli. Miał syna Łukasza Jacka.